# یوجین اومالا
یوجین اومالا (هلندی: Eugene Omalla؛ زادهٔ ۵ اکتبر ۲۰۰۰) دونده سرعت اهل اروگوئه-هلند است.